# Сердюков Андрій Миколайович
Андрі́й Микола́йович Сердюко́в (4 березня 1962, н.п. Углегорський, Тацинський район, Ростовська область, Російська РФСР) — російський військовик, командувач повітряно-десантних військ РФ, генерал-полковник.

## Життєпис
Рязанське повітрянодесантне училище — у 1983 році;
З 1983 по 1993 роки проходив службу на командних посадах у 104-й повітрянодесантній дивізії.
Військова академія імені М. В. Фрунзе — у 1993 році;
Після академії з 1993 року служив заступником і командиром парашутно-десантного полку 76-ї десантно-штурмової дивізії ПДВ ЗС РФ, заступником командира 76-ї десантно-штурмової дивізії ПДВ ЗС РФ.
З посади заступника командира 76-ї дивізії був призначений командиром 138-ї гвардійської мотострілецької бригади постійної готовності в Ленінградському військовому окрузі, після чого став командиром 106-ї повітрянодесантної дивізії. Після закінчення Військової академії Генштабу Збройних сил РФ був направлений у Східний військовий округ.
Учасник чеченських кампаній, у червні 1999 року брав участь у миротворчій операції в Косово.
Військова академія Генерального штабу — у 2002 році.
З січня 2011 року — командувач 5-ї загальновійськової армії Східного військового округу ЗС РФ.
З лютого 2013 року заступник командувача військ Південного військового округу ЗС РФ.
З жовтня 2013 року призначений начальником штабу — першим заступником командувача військ Південного військового округу ЗС РФ.

### Російсько-українська війна
За даними ГУР МОУ, Андрій Сердюков — керівник операції щодо захоплення Росією у 2014 році території АР Крим.
Безпосередній керівник із формування і застосування угруповання російсько-окупаційних військ на Донбасі (псевдонім «Сєдов»). Під його керівництвом був створений Центр територіальних військ (Новочеркаськ, Росія) Південного ВО (Ростов-на-Дону, Росія) для управління проведенням операції проти України. З весни 2015 року Сердюков очолив Центр територіальних військ.
За виконання злочинних наказів воєнно-політичного керівництва Росії щодо організації збройної агресії проти України військове звання «генерал-полковник» присвоєно указом президента РФ в червні 2015 року.
4 жовтня 2016 року призначений командувачем повітрянодесантних військ ЗС РФ.

### Дорожньо-транспортна пригода
15 вересня 2017 року о 14:45 на 1420-му кілометрі автодороги Р21 «Кола» відбулося смертельне ДТП внаслідок якого генерал ВДВ окупаційних військ у важкому стані, із серйозною черепно-мозковою травмою та переломом хребта був доставлений у реанімацію госпіталю Північного флоту. Окрім генерала Сердюкова,1 постраждав так само 52-річний заступник Головкому з повітряно-десантної підготовки РФ, генерал-майор Володимир Кочетков: з численними переломами він також був госпіталізований. Крім того, травми в результаті аварії отримали 49-річний помічник головкому і 35-річний ад'ютант.
Кортеж Сердюкова складався з трьох бусів Volkswagen Transporter T5. Заключна машина кортежу зіткнулася з Daewoo Lanos, котре неочікувано виїхало на зустрічну смугу магістралі. Водій Lanos, 34-річний житель Мурманська, від отриманих травм помер у машині швидкої допомоги. Його 39-річна дружина з важкими травмами госпіталізована. Двоє їхніх дітей, хлопчики 16 і 17 років, відбулися незначними травмами.

### Операція ОДКБ в Казахстані
7 січня 2022 року призначений командувачем військ ОДКБ, які були введені в Казахстан для боротьби з протестами і заворушеннями проти президента Токаєва.

## Санкції
З 2018 року перебуває в списку санкцій України як відповідальний «за розміщення російських військ в Україні».
21 квітня 2022 року, після нападу на Україну, внесений до санкційного списку Великої Британії за «активну участь у триваючому вторгненні Росії в Україну, включно з повітряним нападом на місто Харків».
6 травня 2022 року, внесений до списку санкцій Канади за «співучасть у виборі президента Путіна вторгнутися в мирну і суверенну країну».
За аналогічними підставами внесений до санкційних списків Австралії та Нової Зеландії.